# Gobertange
Gobertange (Nederlands: Gobertingen; Waals: Gobtindje /gɔbtɛ̃ʧ/) is de naam van een beek en van een gehucht ten oosten van het dorp Malen in de gemeente Geldenaken (Waals-Brabant).
De naam Gobertingen is vooral bekend vanwege de kalkhoudende zandsteen die in de streek reeds vele eeuwen ontgonnen wordt. Sedert de vijftiende eeuw werden talrijke gebouwen in Tienen, Diest en Waver in witsteen van Gobertingen opgetrokken. Bekende voorbeelden zijn de Sint-Romboutskathedraal in Mechelen, het stadhuis en de Kathedraal van Sint-Michiel en Sint-Goedele in Brussel, het stadhuis van Leuven, de Sint-Leonarduskerk in Zoutleeuw en het stadhuis en de Onze-Lieve-Vrouwekerk in Sint-Niklaas. Ook de ornamenten van de Waag in Amsterdam en delen van de Hoofdtoren in Hoorn zijn van deze steen gemaakt. In Bergen op Zoom zijn alle voornaamste monumenten (deels) van Gobertanger steen gebouwd, zoals de Sint-Gertrudiskerk, het Markiezenhof, de Lievevrouwepoort, het stadhuis en de vestingwerken.
Malen telde in de negentiende eeuw een vijftigtal bedrijven die actief waren met het voortbrengen van deze natuursteen.
Op dit ogenblik is nog maar één bedrijf actief. De steen wordt nog ontgonnen voor de restauratie van oude gebouwen. Gebouwen in gobertingensteen moeten met dezelfde steen gerestaureerd worden, zo niet wordt het gebouw een lappendeken: de kleur evolueert naar grijs, in tegenstelling tot de meeste andere soorten in de handel zijnde witsteen, die naar wit of bruin evolueren. In de steen zitten soms fossiele schelpen. De steen komt niet uit een rotsformatie, maar wordt als losse stenen uit de grond gehaald. Daarom zijn grote stenen zeldzaam. Bijgevolg geldt ook: hoe groter de steen, hoe duurder.

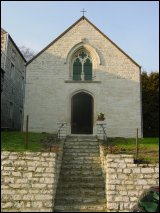
Kapel Sint-Madeleine in Gobertange in gobertingensteen
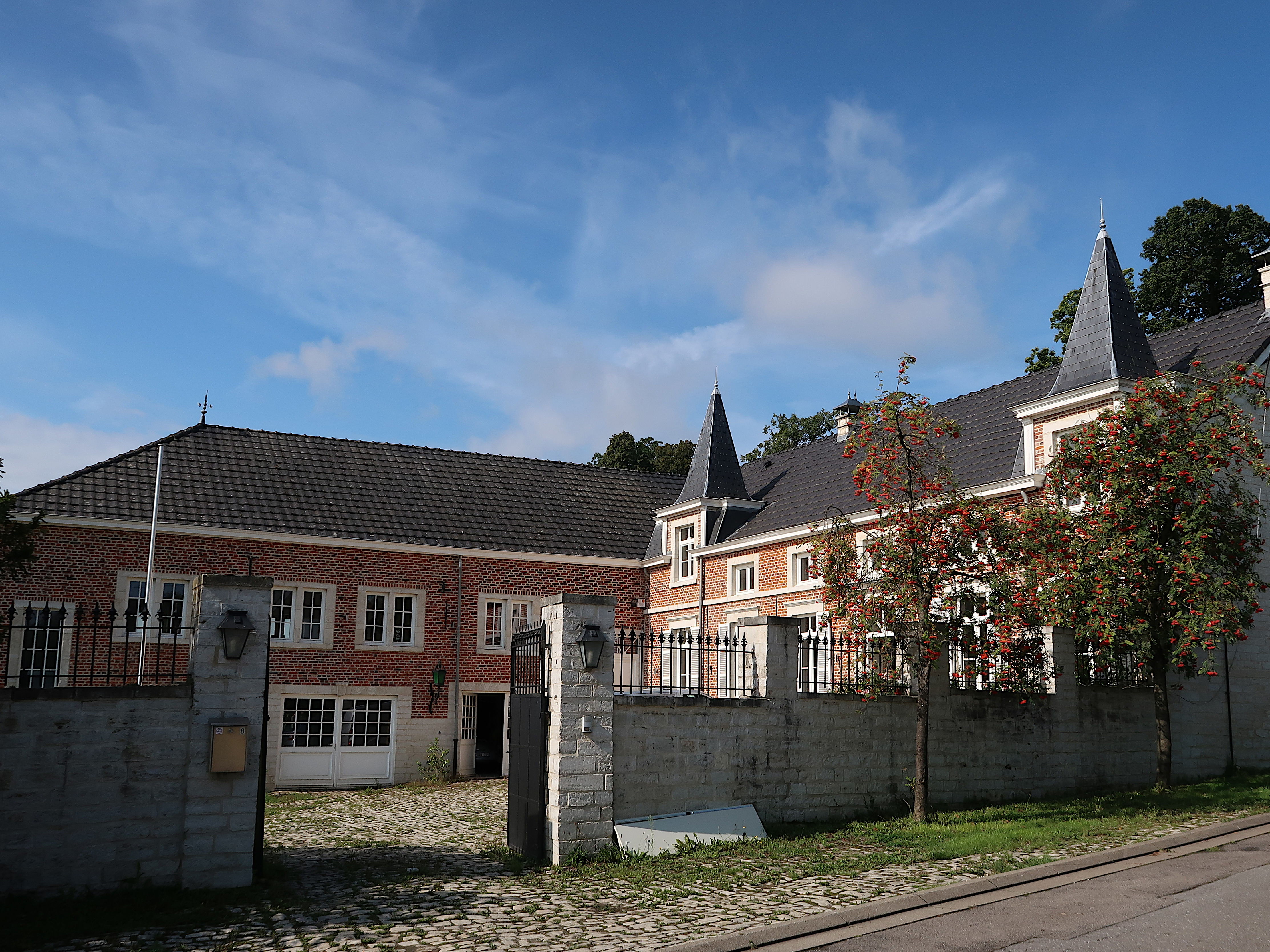
Kasteel van Gobertange (begin19e eeuw)

## Bezienswaardigheden
- Het Kasteel van Gobertange is een edelmanswoning van begin 19e eeuw in empirestijl, opgetrokken in Gobertangesteen.

## Nabijgelegen kernen
Gobertange ligt in tussen Malen en Sint-Remigius-Geest.
Deelgemeenten: Dongelberg · Geldenaken · Jauchelette · Lathuy · Malen · Opgeldenaken · Petrem · Sint-Jans-Geest · Sint-Remigius-Geest · Zittert-Lummen

Overige dorpen en gehuchten: Brocui · Genville · Gobertange · Herbais · Maison du Bois · Molembais-Saint-Josse · Piétremeau · Sint-Maria-Geest · Sart-Mélin

Belgische gemeenten · Arrondissement Nijvel · Waals-Brabant · Wallonië